# Giorgio Napolitano
Giorgio Napolitano, född 29 juni 1925 i Neapel, död 22 september 2023 i Rom, var Italiens president från 2006 till 2015.
Under andra världskriget ingick Napolitano i en partisangrupp som bekämpade de nazityska ockupanterna. Efter kriget gick han med i Italienska kommunistpartiet. Efter dess upplösning 1991 blev han medlem av Vänsterdemokraterna, vilka 2007 uppgick i Demokratiska partiet.
Tidigare var han inrikesminister (1996–1998). Han valdes den 10 maj 2006 till Italiens president. Han svor presidenteden den 15 maj 2006. Den 20 april 2013 blev Napolitano den förste att bli omvald som president för en andra mandatperiod på 7 år. Detta skedde främst på grund av att de politiska blocken i det italienska parlamentet inte kunnat enats om ny president.
Napolitano meddelade den 31 december 2014 att han avgår som president och avgick den 14 januari 2015.